# Hội Thống kê Việt Nam
Hội Thống kê Việt Nam là tổ chức xã hội - nghề nghiệp của những người làm việc trong lĩnh vực thống kê tại Việt Nam .
Hội có tên giao dịch tiếng Anh là Vietnam Statistical Association, viết tắt là VSA .
Hội Thống kê được thành lập theo Quyết định số 704/QĐ-BNV ngày 04 tháng 5 năm 2006 của Bộ trưởng Bộ Nội vụ. Ngày 14 tháng 11 năm 2006, Hội Thống kê Việt Nam tiến hành Đại hội lần thứ nhất tại Hà Nội . Văn phòng Hội đặt tại số 54 đường Nguyễn Chí Thanh, phường Láng Thượng, quận Đống Đa, thành phố Hà Nội .